# Coseano
Coseano (friuli nyelven Cosean) település Olaszországban, Friuli-Venezia Giulia régióban, Udine megyében. Lakosainak száma 2012 fő (2023. január 1.). Coseano Dignano, Flaibano, Mereto di Tomba, San Vito di Fagagna, Sedegliano és Rive d’Arcano községekkel határos.

## Népesség
A település népességének változása:
| Lakosok száma | 2120 | 2181 | 2012 |
|               | 2017 | 2018 | 2023 |